# Kasamalagi, Khanapur
Kasamalagi là một làng thuộc tehsil Khanapur, huyện Belgaum, bang Karnataka, Ấn Độ.